# E大調小提琴協奏曲 (巴赫)
E大調小提琴協奏曲（英語：Violin Concerto in E major），BWV 1042，作曲家為約翰·塞巴斯蒂安·巴哈，為一供小提琴、弦樂組之小提琴協奏曲。該樂章共有三個部分：
1. 快板，節拍為₵
2. 慢板，節拍3/4，有著固定低音
3. 甚急速地，節拍3/8，有著迴旋曲

該協奏曲並沒有好好保存下來，但在巴哈的另一作品中找到樂譜。

### 參照
1. ↑  . Bach Digital.   [1 May 2013]. （原始内容存档于2014-06-06）.

## 外部連結
- 巴赫E大調小提琴協奏曲：国际乐谱典藏计划上的乐谱